# Andrew Fletcher
Andrew John Leonard Fletcher (Nottingham, 8 de julho de 1961 — Brighton, 26 de maio de 2022), popularmente conhecido como Andy Fletcher ou Fletch, foi um tecladista britânico e um dos fundadores da banda de música eletrônica Depeche Mode, junto de Martin Gore, Vince Clarke e Dave Gahan. Entrou para o Rock and Roll Hall of Fame como membro do grupo em 2020.

## Discografia
- Speak & Spell (1981)[4]
- A Broken Frame (1982)[5]
- Construction Time Again (1983)[6]
- Some Great Reward (1984)[7]
- Black Celebration (1986)[8]
- Music for the Masses (1987)[9]
- Violator (1990)[10]
- Songs of Faith and Devotion (1993)[11]
- Ultra (1997)[12]
- Exciter (2001)[13]
- Playing the Angel (2005)[14]
- Sounds of the Universe (2009)[15]
- Delta Machine (2013)[16]
- Spirit (2017)[17]